# Courage Under Fire
Courage Under Fire (en España, En honor a la verdad; en Hispanoamérica, Valor bajo fuego) es una película estadounidense de drama, dirigida por Edward Zwick y protagonizada por Denzel Washington, Meg Ryan, Lou Diamond Phillips y Matt Damon. Fue estrenada el 12 de julio de 1996 en Estados Unidos, y el 31 de octubre del mismo año en España.

## Argumento
Durante la guerra del Golfo, y después de destruir accidentalmente uno de sus propios tanques, el de su amigo el capitán Boylar (Tim Ransom), el teniente coronel Nathan Serling (Denzel Washington) vuelve a casa con su familia. El ejército oculta el incidente y le asigna a Serling la misión de investigar la historia de la capitán Karen Emma Walden (Meg Ryan), una piloto de helicóptero que, a título póstumo, está a punto de convertirse en la primera heroína de guerra que recibe la Medalla de Honor por una acción en combate. Walden era la piloto de un helicóptero MEDEVAC Huey que fue enviado para rescatar a la tripulación de un helicóptero Black Hawk derribado. Cuando se encontró con un tanque enemigo T-54, su tripulación lo destruyó arrojándole una vejiga de combustible sobre el tanque y encendiéndolo con una pistola de bengalas. Sin embargo, su propio helicóptero fue derribado poco después. Las dos tripulaciones no pudieron ponerse de acuerdo para defenderse y cuando los sobrevivientes fueron rescatados al día siguiente, Walden fue reportada muerta. Serling comienza a indagar para confirmar los hechos, que en un principio no tendrán nada que ocultar.
Serling presenta su informe final al Gen. Brigadier Hershberg (Michael Moriarty). La hija de Anne Marie (Christina Stojanovich), recibe la Medalla de Honor en una ceremonia en la Casa Blanca. Más tarde, Serling les dice la verdad a los Boylars sobre la forma en que murió su hijo y dice que no les puede pedir perdón. Los Boylar le dicen a Serling que debe liberar su carga en algún momento y le otorgan su perdón.
En los últimos momentos, Serling tiene un recuerdo de cuando estaba parado junto al tanque destruido de Boylar y un MEDEVAC despegaba con el cuerpo de su amigo. Serling de repente se da cuenta de que Walden era la piloto de aquel Huey.

## Elenco
- Denzel Washington como el teniente coronel Nathaniel Serling
- Meg Ryan como la capitán Karen Emma Walden
- Lou Diamond Phillips como el sargento John Monfriez
- Matt Damon como el soldado Andrew Ilario
- Bronson Pinchot como Bruno, ayudante de la Casa Blanca
- Seth Gilliam como el sargento Steven Altameyer
- Regina Taylor como Meredith Serling
- Michael Moriarty como el general brigadier Hershberg
- Željko Ivanek como el capitán Ben Banacek
- Scott Glenn como Tony Gartner, un reportero del Washington Post
- Tim Guinee como el oficial One A. Rady
- Tim Ransom como el capitán Boylar
- Sean Astin	como el sargento Patella
- Sean Patrick Thomas como el sargento Thompson
- Manny Perez como Jenkins
- Ken Jenkins como Joel Walden

## Recepción crítica y comercial
Según la página de Internet Rotten Tomatoes obtuvo un 84% de comentarios positivos, llegando a la siguiente conclusión: "Una emocionante e intrigante historia sobre un oficial que debe examinar a fondo los méritos de un oficial caído en combate, mientras se enfrenta a sus propios demonios. Representa efectivamente los terrores de la guerra, así como sus desgarradoras consecuencias."
Según la página de Internet Metacritic obtuvo críticas positivas, con un 77%, basado en 19 comentarios de los cuales 16 son positivos.
Recaudó 59 millones de dólares en Estados Unidos. Sumando las recaudaciones internacionales la cifra asciende a 100 millones. Se desconoce cuál fue su presupuesto.

## BD y DVD
En honor a la verdad salió a la venta el 20 de enero de 2000 en España, en formato DVD. El disco contiene menús interactivos, acceso directo a escenas y tráiler cinematográfico.
En honor a la verdad salió a la venta en formato Blu-ray el 5 de mayo de 2007 en España. El disco contiene menús interactivos, acceso directo a escenas, curiosidades sobre la producción, comentarios del director Edward Zwick y tráiler cinematográfico.